# Jason Brissett
Jason Brissett (ur. 7 września 1974) to były angielski profesjonalny piłkarz.

## Kariera
Po grze w juniorskich zespołach Brimsdown Rovers (wspólnie z Davidem Beckhamem) i Arsenalu, Brissett grał zawodowo w Peterborough United, Bournemouth, Walsall, Cheltenham Town, Leyton Orient i Stevenage Borough.